# Nationalisme cornouaillais

Drapeau des Cornouailles.

Le nationalisme cornouaillais est un mouvement culturel, politique et social qui cherche à reconnaître les Cornouailles – la partie la plus au sud-ouest de l’île de Grande-Bretagne – comme une nation distincte de l'Angleterre. Il repose habituellement sur trois arguments généraux :
- que les Cornouailles ont une identité culturelle celtique distincte de celle de l'Angleterre, et que les Cornouailles ont une identité nationale, civique ou ethnique distincte de celle des Anglais ;
- que les Cornouailles doivent bénéficier d'une certaine décentralisation ou d'une certaine autonomie, généralement sous la forme d'une assemblée nationale cornouaillaise[1] ;
- et que les Cornouailles sont juridiquement un duché territorial et constitutionnel doté d'un droit de veto sur les lois de Westminster, et non pas seulement un comté de l'Angleterre, et n'ont jamais été formellement incorporées à l'Angleterre par un acte d'Union.

## Contexte

### Histoire de l'identité cornique distincte

Carte montrant les Cornouailles (en rouge) au sein du Royaume-Uni (en vert).

En 936, Æthelstan fixe la frontière orientale des Cornouailles à la rivière Tamar. L'érudit italien Polydore Vergile, dans son célèbre Anglica Historia, publié en 1535, écrivait : « Toute la Grande-Bretagne [...] est divisée en quatre parties, dont l'une est habitée par des Anglais, l'autre par des Écossais, le tiers par des Wallshemen, [et] par les Cornouailles, qui diffèrent tous d'eux-mêmes, soit par la langue, [...] par les mœurs, soit par les lois et les ordonnances ». Écrivant en 1616, Arthur Hopton déclare : « L'Angleterre est [...] divisée en trois grandes provinces, ou pays [...] chacun d'eux parlant plusieurs langues différentes, comme l'anglais, le gallois et le cornique ».
Pendant la période Tudor, de nombreux voyageurs comprennent que les Cornouailles sont généralement considérées comme un groupe ethnique distinct. Par exemple, Lodovico Falier, diplomate italien à la cour d'Henri VIII, dit : « La langue des hommes anglais, gallois et cornique est si différente qu'ils ne se comprennent pas ». Il poursuit en citant les prétendues « caractéristiques nationales » des trois peuples, en disant par exemple que « le Cornique est pauvre, grossier et ennuyeux ». Un autre exemple notable est Gaspard II de Coligny – l'ambassadeur de France à Londres – qui a écrit que l'Angleterre n'était pas unie puisqu'elle « contient le Pays de Galles et les Cornouailles, ennemis naturels du reste de l'Angleterre, et parlant une langue différente ». En 1603, l'ambassadeur vénitien écrit que la défunte reine avait régné sur cinq « peuples » différents : « Anglais, Gallois, Corniques, Écossais [...] et Irlandais ».
Il semble cependant que la reconnaissance par les étrangers du Cornique en tant que peuple distinct ait diminué avec la langue qui, au XIXe siècle, avait pratiquement cessé d'être utilisée. Le renouveau moderne de la langue, qui avait presque disparu, suscite un certain intérêt pour le concept d'identité cornique.

### Histoire du nationalisme cornouaillais moderne
L'histoire du nationalisme cornouaillais moderne remonte à la fin du XIXe siècle. L'échec de l'autonomie irlandaise amène le Parti libéral de Gladstone à revoir sa politique de décentralisation en prônant l'idée d'une « autonomie totale » applicable à l'Écosse et au Pays de Galles, mais en ouvrant la porte aux libéraux de Cornouailles pour utiliser les thèmes culturels à des fins politiques.
En avril 1889, Robert Gascoyne-Cecil, marquis de Salisbury (qui fut trois fois Premier ministre) lors d'une réunion de la Primrose League à Bristol, parle de l'état de l'Union. À l'époque est envisagé la création d'un cabinet irlandais « avec tous les appendices du gouvernement ». Il déclare que « si l'Irlande se voyait accorder un parlement et un cabinet, l'Écosse exigerait un parlement et un cabinet, et le Pays de Galles ferait de même ». Cependant, « si tous ces parlements étaient accordés, une injustice anticonstitutionnelle serait faite aux Cornouailles, qui sont un pays géographiquement distinct  ». « Pour ces motifs, invoqués pour justifier l'octroi de gouvernements distincts et indépendants à d'autres parties de l'empire, les revendications des Cornouailles ne peuvent être négligées devant un gouvernement distinct et indépendant, et si cela devait arriver, elles espéraient que toutes les alliances de la commission Parlements et cabinets seraient amicales avec le gouvernement britannique ».
Henry Jenner a joué un rôle important dans la prise de conscience nationale des Cornouailles, au début du XXe siècle. Il plaida en faveur de l'adhésion des Cornouailles au Congrès celtique, et fut le pionnier du mouvement pour la renaissance de la langue cornique en fondant le Cornish Gorseth.
En 2000, la Convention constitutionnelle cornique lance une campagne en faveur d'une assemblée des Cornouailles. Il s'agit d'un mouvement interpartis qui représente de nombreuses voix et positions politiques dans les Cornouailles, de Mebyon Kernow et Cornish Solidarity aux libéraux-démocrates et conservateurs. Elle recueille plus de 50 000 signatures de pétitions. Une pétition similaire est lancée en ligne par Mebyon Kernow en 2014, en même temps qu'une série de « Roadshows de l'Assemblée ». Celle-ci ne recueille que 2 655 signatures (dont une minorité importante ne provenaient pas des Cornouailles), ce qui reste bien en deçà des 5 000 nécessaires,.
Le 14 juillet 2009, le député libéral-démocrate Dan Rogerson présente au Parlement de Westminster un projet de loi de « sécession » des Cornouailles. Le projet de loi propose une assemblée décentralisée pour les Cornouailles, semblable à celle du Pays de Galles et de l'Écosse. Rogerson soutient que les « Cornouailles devraient réaffirmer leur place légitime au sein du Royaume-Uni. Les Cornouailles constituent une région unique du pays, et cela devrait se refléter dans la façon dont elles sont gouvernées. Nous devrions avoir le droit de déterminer les domaines de politique qui touchent le plus les Cornouailles, comme les règles sur le logement [...] Les Cornouailles ont droit à un certain niveau d'autonomie gouvernementale. Si le gouvernement doit reconnaître le droit de l'Écosse et du Pays de Galles à une plus grande autodétermination en raison de leurs positions culturelles et politiques uniques, alors ils devraient reconnaître le nôtre »,,,.
Le mouvement indépendantiste des Cornouailles reçoit une publicité inattendue en 2004, lorsque le message Alternative Christmas de Channel 4, mettant en vedette les Simpson, montre Lisa Simpson chantant Free Cornwall Now! et tenant une pancarte disant « UK OUT OF CORNWALL » (les Britanniques en dehors des Cornouailles).

## Mouvement autonome
En 2003, un conseiller des Cornouailles, Bert Biscoe, charge un chercheur de voir si les pratiques d'autonomie gouvernementale utilisées à Guernesey pouvaient s'appliquer aux Cornouailles.

## Identité culturelle, nationale et ethnique distincte
En 2001, des militants convainquent le recensement démographique du Royaume-Uni d'inclure l'appartenance ethnique cornique dans le recensement national, bien qu'il n'y ait pas de case à cocher distincte pour les Cornouailles.
En 2004, une campagne est lancée pour présenter une équipe nationale des Cornouailles aux Jeux du Commonwealth de 2006. Cependant, en 2006, la Fédération des Jeux du Commonwealth déclare que les « Cornouailles ne sont rien d'autre qu'un comté anglais ».
L'idée selon laquelle les Corniques constituent une ethnie distincte est fondée sur l'origine celtique et la langue cornique, ce qui en fait une minorité ethnique distincte des habitants du reste de l'Angleterre.
En 2011, une pétition électronique destinée à Westminster a été lancée. « Cette pétition appelle à des signatures pour soulever la question de l'« identité cornique » au Parlement et vise à faire reconnaître les Cornouailles en tant que minorité nationale ».
En septembre 2011, George Eustice, député conservateur de Camborne et Redruth, soutient que le patrimoine des Cornouailles devrait être géré par une organisation cornouaillaise plutôt que par English Heritage.
Le 24 avril 2014, le secrétaire en-chef du Trésor, Danny Alexander, annonce que le peuple cornique avait obtenu le statut de minorité dans le cadre du Conseil de l'Europe pour la protection des minorités nationales, la Convention-cadre pour la protection des minorités nationales.

## Statut constitutionnel

### Position officielle sur le duché de Cornouailles
Le duché de Cornouailles est un domaine privé qui finance les activités publiques, caritatives et privées du prince de Galles et de sa famille. Le duché lui-même se compose d'environ 54 424 hectares de terres réparties en 23 comtés, principalement dans le sud-ouest de l'Angleterre. Le duc actuel de Cornouailles est William, prince de Galles.
Le domaine duché est créé en 1337 par Édouard III, roi d'Angleterre, pour son fils et héritier, le prince Édouard. Une charte stipulait que chaque futur duc de Cornouailles serait le fils aîné survivant du monarque et donc aussi l'héritier mâle du trône.

### Les droits du duché de Cornouailles
Les droits des ducs de Cornouailles comprennent le droit aux domaines inter-États, biens sans maître, trésors, gisements d'or et d'argent, terres en friche, littoral, rivières et estuaires, mines, droits miniers, droits de la commune, châteaux, avocats, etc. – qu'ils soient en possession ou réputés ou revendiqués comme parcelles du duché de Cornouailles – le duché étant l'organisme qui perçoit les rentes et redevances au nom du prince.

### Statut administratif
Le 15 mai 2000, le Revived Cornish Stannary Parliament (CSP), groupe de pression formé en 1974, envoie une facture à l'officier en chef du duché de Cornouailles, Lord Gardien des Stannaries. Cette facture exige le remboursement d'une surtaxe de 20 milliards de livres sur la production d'étain de 1337 à 1837. Ce chiffre a été calculé à partir de chiffres de production et de méthodes de calcul de la richesse historique (d'après une thèse non publiée d'un étudiant de premier cycle de l'Université Harvard datant de 1908) et de la Sunday Times Rich List. Les Cornouailles se voyaient imposé plus du double du taux prélevé dans le comté voisin de Devon. Le 17 mai 2000, The Guardian rapporte que le CSP a allégué que le Duché avait prélevé une taxe excessive sur la production d'étain dans les Cornouailles pendant cinq cents ans, et a demandé le remboursement dans un délai de 120 jours. Le CSP soutient que leur action montrait comment les Cornouailles étaient traitées séparément de l'Angleterre dans le passé, et qu'elles devraient donc bénéficier d'un statut spécial aujourd'hui. Ils déclarent que s'ils recevaient l'argent, il serait dépensé pour un organisme destiné à stimuler l'économie de la région.
Le Guardian poursuit en faisant remarquer que le duc de Cornouailles lui-même de l'époque, Charles le prince de Galles, est en fait fiduciaire et ne peut vendre les biens du duché et qu'il aurait donc des difficultés à payer la facture. Charles ne reçoit pas d'argent de l'État, sa stabilité financière provenant de l'excédent net annuel de 5 à 6 millions de livres sterling dégagé par le Duché.

## Représentation politique

### Cornouailles
Lors des élections locales de 2009, Mebyon Kernow remporte trois des 123 sièges au conseil des Cornouailles nouvellement créé. Un conseiller indépendant rejoint Mebyon Kernow en 2010. Mebyon Kernow a également 18 conseillers paroissiaux élus. Avant les élections locales de 2013, Mebyon Kernow détenait six sièges au Conseil, après en avoir remporté deux à la suite de défections d'autres partis et en avoir remporté un lors d'une élection partielle. En gardant le siège remporté à l'élection partielle et en gagnant un autre siège, ils en ont eu quatre en tout. Ils deviennent ainsi le sixième groupe le plus important représenté au Conseil, devant l'UKIP et le Parti travailliste. Lors des élections municipales de 2017, Mebyon Kernow remporte 4 des 123 sièges disponibles.

### Reste du Royaume-Uni
Mebyon Kernow n'a pas de députés élus au parlement britannique, mais Andrew George et Dan Rogerson des libéraux-démocrates défendent des causes nationalistes tant au Parlement qu'à l'extérieur. Andrew George est le premier député à prêter serment parlementaire en cornique. Les cinq députés libéraux-démocrates des Cornouailles ont déposé leurs noms sur le projet de loi 2009 du gouvernement de Cornouailles, qui proposait la création d'une assemblée législative de Cornouailles. Aux élections de 2015, 2017 et 2019, les six sièges des Cornouailles remplacent les députés conservateurs, chassant les partisans libéraux-démocrates susmentionnés.

### Union européenne
Mebyon Kernow est membre du parti Alliance libre européenne au Parlement européen. Aux élections européennes de 2009, il recueille 14 922 voix, ne parvenant pas à être représenté au Parlement.